# Horaire cadencé

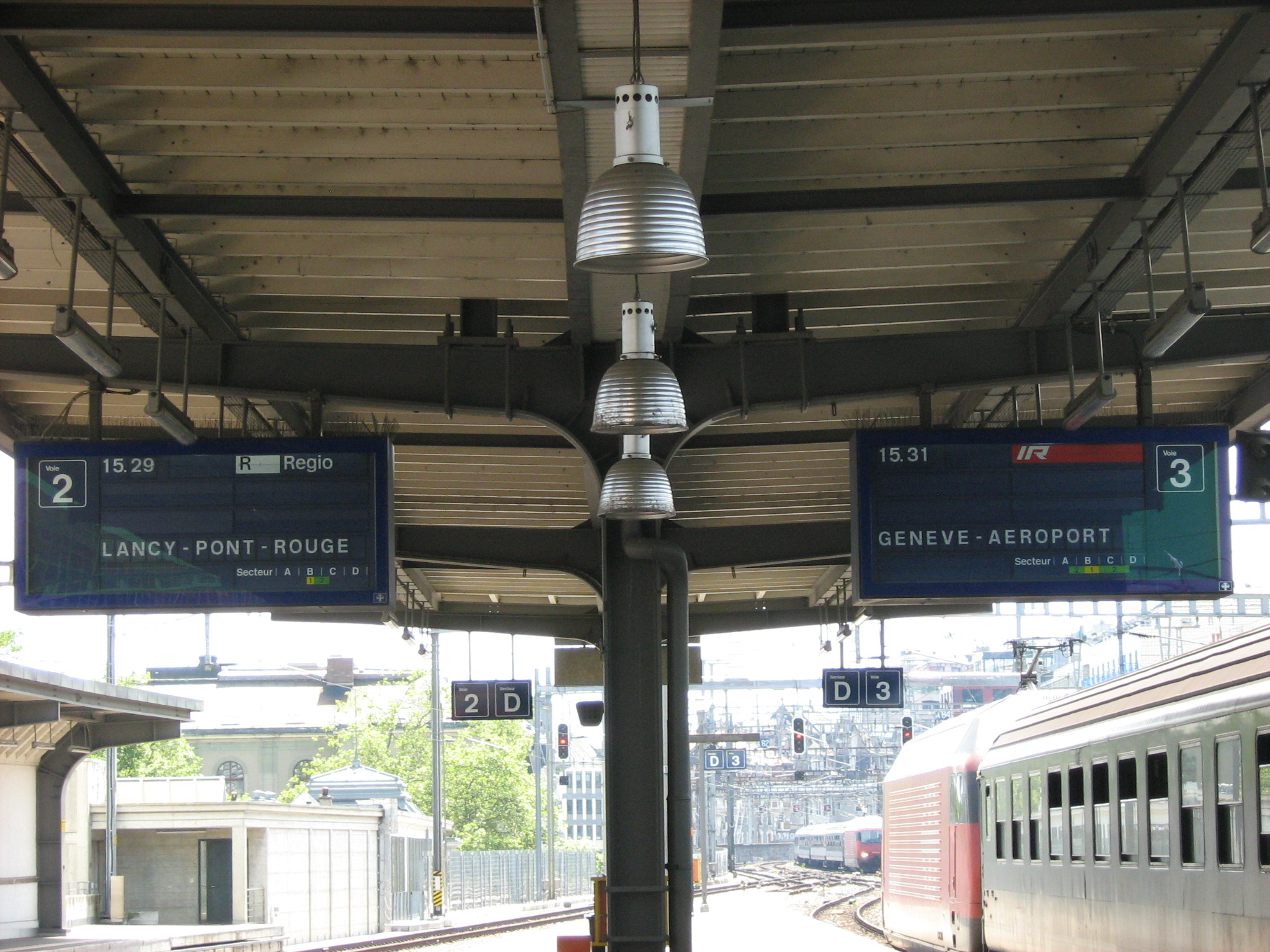
Exemple de cadencement en réseau entre des services interrégionaux et régionaux suisses. Il est prévu que les deux trains se rencontrent au nœud de Genève à 15h30 et partagent un quai pour accélérer les correspondances.

Le cadencement est une façon d'exploiter un réseau de transport en commun en organisant la circulation des véhicules de manière répétitive tout au long de la journée.
Par exemple, toutes les heures ou toutes les deux heures, les mêmes véhicules qui desservent les mêmes arrêts se succéderont à un arrêt donné et à des intervalles de temps réguliers et multiples ou sous-multiples de l'heure.

## Cadencement au départ
Le cadencement aux départs, ou « horaire rythmé » signifie que les véhicules partent de leur point de départ chaque heure à la même minute durant une grande partie de la journée. Par exemple, des trains peuvent partir d'une gare A vers une gare B à 6 h 32, 7 h 32, 8 h 32, 9 h 32, etc. L'expérience a montré que les voyageurs retiennent plus facilement un horaire cadencé[réf. nécessaire].
Dans le cadencement aux départs, les véhicules peuvent s'arrêter à des arrêts intermédiaires supplémentaires en fonction du moment de la journée. Cela signifie que si l'heure de départ est identique, celle d'arrivée peut varier.
Cette disposition, qui a été adoptée par la SNCF pour optimiser le remplissage de ses TGV, rend plus difficile l'organisation des correspondances.
Un autre inconvénient est lorsque les trains entre A et B ne desservent pas tous les mêmes gares, certains trains « directs » rattrapent des trains, semi-directs ou omnibus, devant effectuer un plus grand nombre d'arrêts. Par exemple, en France, sur la ligne à grande vitesse LGV Sud-Est, certaines gares comme celle du Creusot-TGV ou celle de Mâcon-Loché-TGV deviennent difficiles à desservir en heure de pointe à cause de la fréquence des trains cadencés, qui circulent pendant ces périodes.

## Cadencement en réseau
Le cadencement en réseau consiste à faire circuler les véhicules toujours avec le même temps de parcours et donc avec les mêmes arrêts tout au long de la journée. Dans un réseau de transport, on parle d'horaire cadencé coordonné quand les horaires de différentes lignes sont agencés de façon à optimiser les correspondances au sein de pôles d'échanges.
Un réseau cadencé coordonné peut être représenté à l'aide d'un graphique réticulaire.

### Principes

#### Systématisation des dessertes
Les véhicules sont regroupés en un nombre limité de classes, par exemple les express, les directs et les omnibus. Tous les véhicules appartenant à une classe donnée desservent les mêmes arrêts, avec le même temps de parcours.

#### Répétition des trames
Les véhicules se succèdent selon une fréquence fixe. En général, pour simplifier la mémorisation des horaires, le cadencement est à l'heure. Si la ligne est très fréquentée on peut choisir un sous-multiple entier : toutes les 30, 20, 15 ou 10 minutes, par exemple.
Le cadencement n'implique pas forcément une augmentation du nombre de véhicules : pour des lignes moins demandées, on peut mettre en place un horaire cadencé avec une fréquence de desserte aux deux heures ou aux quatre heures.
Les véhicules sur une ligne n'ont pas tous la même fréquence de cadencement. Par exemple, des trains omnibus peuvent être cadencés au quart d'heure dans une ville qui voit aussi s'arrêter des trains grandes lignes cadencés à l'heure.

#### Symétrie des trajets
À chaque véhicule, correspond un véhicule en miroir qui circule dans l'autre sens. Par exemple, pour un cadencement horaire, si un train part de la gare A à 10 h 5, s'arrête dans une gare B à 10 h 20 et arrive à la gare C à 10 h 50, il existera également un train qui partira de C à 10 h 10, s'arrêtera en B à 10 h 40 et arrivera en A à 10 h 55.
L'infrastructure n'est pas toujours symétrique. Par exemple, sur une voie ferroviaire unique, un évitement peut obliger l'un des trains à s'arrêter pour laisser passer le train dans l'autre sens.

#### Création de points nodaux

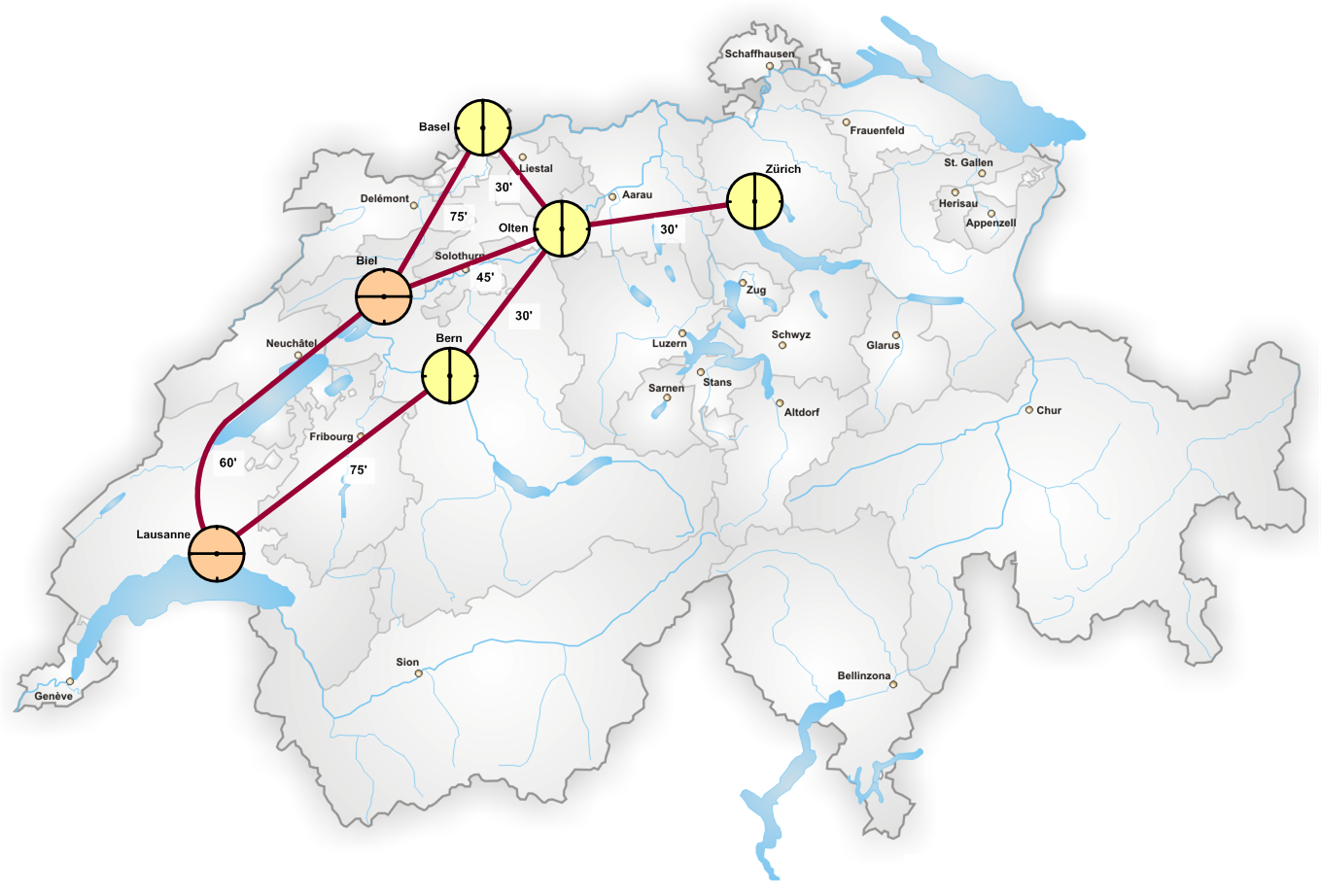
Points nodaux de Rail 2000.

Un point nodal (nœud) est une gare de correspondance qui a la particularité d'être située au point de croisement des trains grande-ligne. Par exemple, sur une ligne cadencée à l'heure, les trains se croiseront toutes les demi-heures.
Dans une gare de ce type, il est possible d'organiser des rendez-vous à l'instant T du croisement des deux trains de manière à optimiser les possibilités de correspondance entre train régional et grande-ligne mais aussi entre deux trains régionaux :
1. Quelques minutes avant l'instant T, les derniers trains régionaux arrivent en gare.
2. À l'instant T, les deux trains grandes lignes marquent l'arrêt en gare.
3. Quelques minutes après, les premiers trains régionaux démarrent.

Le même mécanisme se reproduit toutes les heures ou selon la fréquence de cadencement choisie.
On choisit en général d'organiser le réseau de manière que l'instant T de croisement corresponde si possible à l'heure pile, ou au moins à la demi-heure, ce qui facilite la mémorisation des horaires par les usagers.
Pour que les grandes lignes puissent systématiquement se croiser dans les différents points nodaux, il faut que le temps de trajet entre ceux-ci soit (en tenant compte du temps d'arrêt en gare) un multiple de la moitié de la fréquence de cadencement choisie. Lors de la mise en place du plan Rail 2000, les chemins de fer suisses ont ainsi dû améliorer les vitesses de trajet entre les nœuds de Lausanne et Berne, Bienne et Zurich ou encore Zurich et Saint-Gall pour obtenir des temps de trajet multiples de 30 min.

### Avantages et inconvénients

#### Pour l'exploitant
- Meilleure planification de l'utilisation des ressources (personnel, matériel, voies, etc.) [D 2] : En Suisse, l'introduction du cadencement a entrainé 20 % d'augmentation de la productivité en 1982[5]. La réduction de temps d'attente dans les gares terminus permet de mieux utiliser les ressources en personnel et le matériel roulant[6]. La nécessité de synchroniser les correspondances avec les lignes principales peut toutefois nécessiter un long temps de stationnement, entre l'aller et le retour, des trains de rabattement dans les gares en bout de ligne[7].
- Il permet de développer l'intermodalité de rabattement avec les réseaux urbains et interubains[5].
- Le fret peut bénéficier de sillons réguliers et continus, entre les circulations voyageurs[D 2].
- Le cadencement permet de mieux gérer les situations dégradées [D 2]. Néanmoins, quand le cadencement conduit à augmenter la desserte, les marges de sécurité peuvent être réduites, surtout en flanc de pointe (période encadrant l'heure la plus chargée) [3].
- Il permet de réduire les mouvements de manœuvres[6].
- Des ralentissements temporaires, par exemple pour des travaux, peuvent compromettre la stabilité de l'exploitation en réseau[8].

#### Pour l'infrastructure
- Industrialisation de la gestion des sillons (une seule trame horaire à mettre au point qu'on répète tout au long de la journée)[5].
- Possibilité de mieux exploiter la capacité des lignes, et donc, dans certains cas, d'éviter des investissements.
- La mise en place d'un point nodal demande d'importantes capacités en gare, qui est sollicitée de manière très discontinue. À l'instant T du rendez-vous l'occupation de la gare est maximale. L'ensemble des trains sont à quai et tous les voyageurs sont en déplacement entre deux trains ou vers les sorties. Au milieu de la période qui sépare deux rendez-vous, la gare est plus ou moins vide.
- Permet de mieux planifier les investissements nécessaires sur le réseau[3].
- La mise en place du cadencement pose dans chaque gare la question du maintien des dessertes ou de la création de nouveaux arrêts[3].
- Les croisements s'effectuent toujours au même endroit, et il est possible de réduire le nombre d'évitements sur les voies uniques[6].
- Le cadencement rend difficile les améliorations progressives de l'infrastructure. Par exemple, la connexion entre deux nœuds qui sont distants de soixante minutes ne pourra être améliorée que si le temps de trajet est amené à quarante-cinq minutes, voire trente minutes dans le cas d'un cadencement à l'heure[8].

#### Pour les voyageurs
- L'expérience montre qu'il entraîne une augmentation sensible du nombre de voyageurs puisqu'ils n'ont pas besoin de se rappeler des horaires sans logique apparente[réf. nécessaire].
- Optimisation des correspondances[5].
- La mise en place du cadencement entraîne un bouleversement de la grille horaire[9].
- Il y a généralement moins de trains sans arrêts dans un réseau cadencé, ce qui peut entraîner un allongement des temps de parcours sur certain trajets[3].
- Les horaires imposés par les nœuds de correspondances ne correspondent pas forcément aux besoins des autres usagers de la ligne, comme à ceux des heures de cours, pour les scolaires[7].

## Réseaux cadencés
Le cadencement a d'abord été utilisé dans les réseaux de transport urbain.
Le cadencement des horaires s'est ensuite imposé depuis de nombreuses années dans le chemin de fer, sur les réseaux suisse, allemand, néerlandais, et belge notamment.

### Allemagne
La Deutsche Bahn, le chemin de fer fédéral allemand, instaura son premier cadencement aux deux heures dès la fin septembre 1971 sur le réseau InterCity reliant les principales villes du pays. Il fut complété à l'heure en 1977 et développé en 1991. Il est systématisé sur les lignes à grande vitesse où circulent les trains à grande vitesse ICE.
Les métros et RER fonctionnent tous en Allemagne[réf. nécessaire] en cadencement strict. Les bus et trams font de même mais avec plus d'exception et d'irrégularité. Le RER de Stuttgart a un cadencement strict de quinze minutes sur chaque ligne en heure de pointe. Le RER de Munich a un cadencement de dix minutes en heure de pointe. À partir de ce cadencement de base, on décline les cadencements en heure creuse : à Stuttgart, le RER passe en heure creuse toutes les trente et soixante minutes, et à Munich, le RER passe en heure creuse toutes les vingt, quarante et soixante minutes.

### Autriche
Les Chemins de fer autrichiens (ÖBB) procédèrent à leurs premiers cadencements en juillet 1996 et le développèrent en 2007, avec la circulation d'ICE allemands sur leurs lignes.

### Belgique
La SNCB a introduit l'horaire cadencé en 1984 sur l'ensemble de ses lignes à l'exception de quelques relations qui ne sont desservies qu'en heure de pointe. Le cadencement varie d'un train toutes les deux heures, sur certains omnibus peu fréquentés le weekend, à un train toutes les demi-heures, sur les principales radiales autour de Bruxelles. La plupart des relations IC et S (Suburbaines) suivent un cadencement d'au moins un train par heure et par sens le week-end. En semaine, les relations les plus fréquentées suivent souvent un cadencement d'un train toutes les demi-heures.

### Danemark
Le Danemark a instauré l’horaire cadencé sur l’ensemble de son réseau en 1974.

### Espagne
La RENFE a introduit l'horaire cadencé dès la mise en service en 1992 de sa ligne à grande vitesse entre Madrid et Séville. Depuis, l'horaire cadencé est appliqué sur les autres lignes à grande vitesse (AVE) mises en service en Espagne mais aussi sur les grandes lignes au départ de Madrid. D'autres réseaux comme les FEVE, les FGC et les FGV ont adopté également l'horaire cadencé sur certaines de leurs lignes.

### France
La France avait une tradition de desserte  « point à point », surtout vers Paris ou, pour le TER, les métropoles régionales. La culture d'entreprise de la SNCF véhiculait une vision essentiellement technique du réseau. Le mot fait référence à l'infrastructure (les voies) plus que les services qui l'empruntent.
Commercialement, les correspondances étaient considérées comme un pis-aller, une nécessité car on ne peut pas (techniquement et économiquement) créer uniquement des relations directes. L'objectif premier, avant la desserte du territoire, est de proposer des services qui répondent au mieux à la demande : des trains directs sur les axes à fort trafic. Cela a conduit à la coexistence de nombreuses relations origine-destination mais qui ne sont souvent desservies qu'avec des fréquences faibles.
Le cadencement a été introduit sur une initiative politique[réf. nécessaire]. Il était prévu que 20 % du service soit cadencé en 2012, contre 8 % en 2011. En juillet 2017, un tiers des horaires en France deviennent cadencés.
Le cadencement s'est donc imposé tardivement et progressivement. Il est déjà appliqué sur les grands axes du TGV, où les rames sont cadencées au départ à la demi-heure. L'ensemble des lignes réseau express régional d'Île-de-France (RER) est cadencé, avec un cadencement différent selon la ligne et l'heure de la journée.
La région Midi-Pyrénées avait inauguré ce mouvement le 1er septembre 2003 sur la ligne C de Toulouse intégrée à la fois dans les TER Midi-Pyrénées et le réseau métropolitain Tisséo et cadencée au quart d'heure sur la proche banlieue et à la demi-heure sur la lointaine banlieue (L'Isle-Jourdain). Dans cette même région, la ligne D, ainsi que la ligne en tronc commun Toulouse-La Tour de Carol, ont suivi le mouvement en 2004 (même fréquence que précédemment, avec Muret et Pamiers comme terminus). Le mauvais état du réseau régional et la faible capacité de la gare de Toulouse-Matabiau n'ont pas permis de généraliser ce programme de cadencement.
Les TER Rhône-Alpes sont cadencés depuis décembre 2007. Les TER Aquitaine sont en grande partie cadencés depuis juillet 2008.
Depuis le 14 décembre 2008, certaines lignes Transilien sont passées au cadencement (ligne N, ligne J et ligne R). La Normandie est également cadencée ainsi que la région Provence-Alpes-Côte d'Azur.
En 2012, RFF avait le projet de basculer progressivement l'ensemble du territoire français vers le cadencement en réseau.
En pratique, le cadencement accompagne l'ouverture à la concurrence et est mis en œuvre le jour de la mise en service du premier train privé entre Paris et Venise le 11 décembre 2011 ; il s'accompagne de fermeture de lignes.
La campagne de communication importante de la SNCF s'accompagne de baisse de la fréquence des trains sur certains trajets et parfois de suppressions. L'horaire cadencé a également conduit au transfert du terminus des trains en provenance d'Auvergne, de la gare de Lyon vers une gare de moindre importance, la gare de Bercy. Certains trajets journaliers sont allongés de quarante minutes aller-retour, ce qui a conduit à des manifestations pour la réouverture des lignes fermées.

### Italie
Les Ferrovie dello Stato, devenus Trenitalia, ont introduit le cadencement aux deux heures ou à l'heure sur les grandes relations Intercités et ce dès 1987 sur la relation Rome - Naples et sur le reste du pays.

### Luxembourg
Les Chemins de fer luxembourgeois commencèrent à cadencer leur réseau en 1998.

### Maroc
Au Maroc, le cadencement est apparu en 2002, avec le renforcement de l'offre TNR de l'ONCF sur l'axe Casablanca-Kénitra. L'offre des trains a été améliorée en passant à une cadence de soixante trains par jour et un départ toutes les demi-heures dans chaque sens.

### Pays-Bas
Les Nederlandse Spoorwegen fut la première en Europe à instaurer, d'abord un horaire rythmé dans les années 1930 sur les axes principaux de son réseau, puis le cadencement généralisé dans les années 1960. Depuis 2008, les lignes de la Randstad Holland sont cadencées aux dix minutes, en conséquence de quoi les horaires ont disparu, les NS considérant que cette fréquence s'assimile à une desserte métro.

### Suisse
Le cadencement est apparu dans les années 1970 sur certaines lignes de banlieue comme  le Regionalverkehr Bern-Solothurn.
La première proposition de cadencement intégral du réseau suisse apparait dans une étude rédigée en 1969 par Samuel Stähli. Les cadres des chemins de fer fédéraux suisses (CFF) estiment à l'époque que la proposition n'est pas réaliste, la configuration du réseau ferroviaire, avec ses multiples connexions, n'étant pas compatible avec un tel système d'horaire cadencé. En 1972, Stähli publie, avec deux autres ingénieurs des CFF, Jean-Pierre Berthouzoz et Hans Meiner, un ouvrage intitulé L’horaire cadencé suisse – un nouveau concept pour le trafic voyageurs, qui démontre l'intérêt du cadencement intégral et présente un exemple d'horaire adapté au territoire de la Suisse.
En 1973, les CFF mettent en place une équipe chargée d'étudier la faisabilité du système cadencé. Il est décidé qu'il  pourra être mis en place moyennant l'amélioration de la capacité des infrastructures autour d'Olten et de Zurich. Ces travaux repousseront l'adoption du cadencement de plusieurs années.
Le réseau des chemins de fer fédéraux suisses (CFF) est soumis depuis le 23 mai 1982 à l'horaire cadencé à l'heure. Ainsi sur chaque ligne, il y a au moins un train de voyageurs par heure et par sens. Si une rame a un retard trop important, plus de dix minutes, les trains normalement en correspondance ne l'attendent pas. Les voyageurs concernés devront prendre le train suivant. De ce fait, le retard ne sera pas répercuté sur les autres convois. De nouvelles étapes visant à des cadencements plus fréquents (trente ou quinze minutes) ont eu lieu en 1987 et en 2008. Le 12 décembre 2004 la première étape du projet Rail 2000 a également permis d'améliorer le schéma horaire. Le cadencement touche également toutes les autres compagnies de chemins de fer suisses comme le BLS, le RhB, le MGB, le CJ, le MOB, le LEB, les TMR, les TPF et les TPC.